# Škoda 43E
Škoda 43E (seria 121 ČD, seria E 469.1 ČSD; polskie oznaczenie ET05) – towarowe lokomotywy elektryczne wyprodukowane w roku 1960 przez zakłady Škoda w Pilźnie w Czechosłowacji. Wyprodukowano 85 egzemplarzy. W Polsce lokomotywy tego typu były eksploatowane przez prywatnych przewoźników przez krótki czas. Obecnie zostały wycofane a większość z nich sprzedano z powrotem do Czech lub na Słowację.

## Konstrukcja
Lokomotywy serii 121 powstały w wyniku zapotrzebowania na elektrowozy przeznaczone wyłącznie do ruchu towarowego. Produkowane wcześniej lokomotywy uniwersalne serii 140 (E 499.0) oraz serii 141 (E 499.1) nie sprawdzały się w prowadzeniu ciężkich pociągów towarowych, postanowiono więc zmienić ich charakterystykę poprzez zmianę przełożenia. Spowodowało to obniżenie prędkości maksymalnej do 90 km/h, ale zwiększyło siłę pociągową elektrowozu. Lokomotywa wyposażona jest w 4 silniki (po 2 na każdy wózek) prądu stałego 3 kV z rozruchem oporowym. Wyprodukowano ogółem 85 egzemplarzy.

## Eksploatacja
Elektrowozy serii 121 eksploatowane były wyłącznie w ruchu towarowym. W trakcie eksploatacji z powodów wypadków utracono dwie lokomotywy. W 1973 roku ze stanu CSD skreślono maszynę 121 036, która uległa wypadkowi. W 1993 roku 121 003 uległa uszkodzeniom w wypadku i została skreślona ze stanu CD. 12 grudnia 1997 roku lokomotywa 121 085 doznała poważnych uszkodzeń w wypadku kolejowym na stacji Všetaty po którym została skreślona ze stanu i zezłomowana w Ujściu na Łabą.
W 1992 roku CSD sprzedała lokomotywę 121 066 prywatnej firmie TD Litoměřice. Była to jedyna sprzedaż lokomotywy prywatnemu podmiotowi w okresie istnienia CSD. W czerwcu 1998 roku maszyna ta wróciła jednak do CD w bardzo złym stanie technicznym, który nie kwalifikował ją do dalszej naprawy, co spowodowało, że stała się dawcą części, a następnie została zezłomowana w 2001 roku.
Obecnie są one wycofywane i na terenie Czech stacjonują w lokomotywowni Ústí nad Labem. Te najstarsze obecnie czeskie lokomotywy towarowe nie są już poddawane remontom, a eksploatowane są dziś głównie na bocznicach oraz jako zastępstwo za lokomotywy serii 122 i 123.
Po podziale Czechosłowacji ZSSK przejęła na stan trzynaście lokomotyw (001, 004, 007, 014, 023, 038, 040, 041, 060, 065, 068, 077 i 084), które były dyslokowane w Koszycach i Żylinie. W 2004 roku zaprzestano ich eksploatacji i jeden egzemplarz o numerze 004 sprzedano słowackiemu prywatnemu przewoźnikowi SŽDS, a pozostałe elektrowozy zostały sprzedane w ilości 12 sztuk prywatnemu przewoźnikowi CTL Logistics z Polski, który nadał im oznaczenie ET05 (numery od ET05-R001 do ET05-R012) w latach 2005–2006. Już w 2009 roku skreślono dwa pojazdy, a w 2010 roku ze stanu CTL Logistic skreślono większość egzemplarzy, które następnie wystawiono na sprzedaż. Ostatnie egzemplarze trzy egzemplarze o numerach R009, R010 i R012 pracujące dla CTL Logistic zakończyły służbę w 2014 roku, a następnie zostały sprzedane do Czech. W tym samym roku swoją służbę w Polsce zakończyła lokomotywa ET05-R006 (121 038), która należała wcześniej do CTL Logistic, który użytkował ją w latach 2006–2009 po czym sprzedano ją razem z ET05-R004 do ZOS Zvolen, który z kolei początkowo wypożyczył spółce Transoda, a następnie Rail Polska. 16 stycznia 2014 pojazd przetransportowano z Polski do zakładów ČMŽO Přerov w Czechach celem naprawy, gdzie później trafił do AWT Ostrava obecnego PKP Cargo International, gdzie służy po dziś dzień.

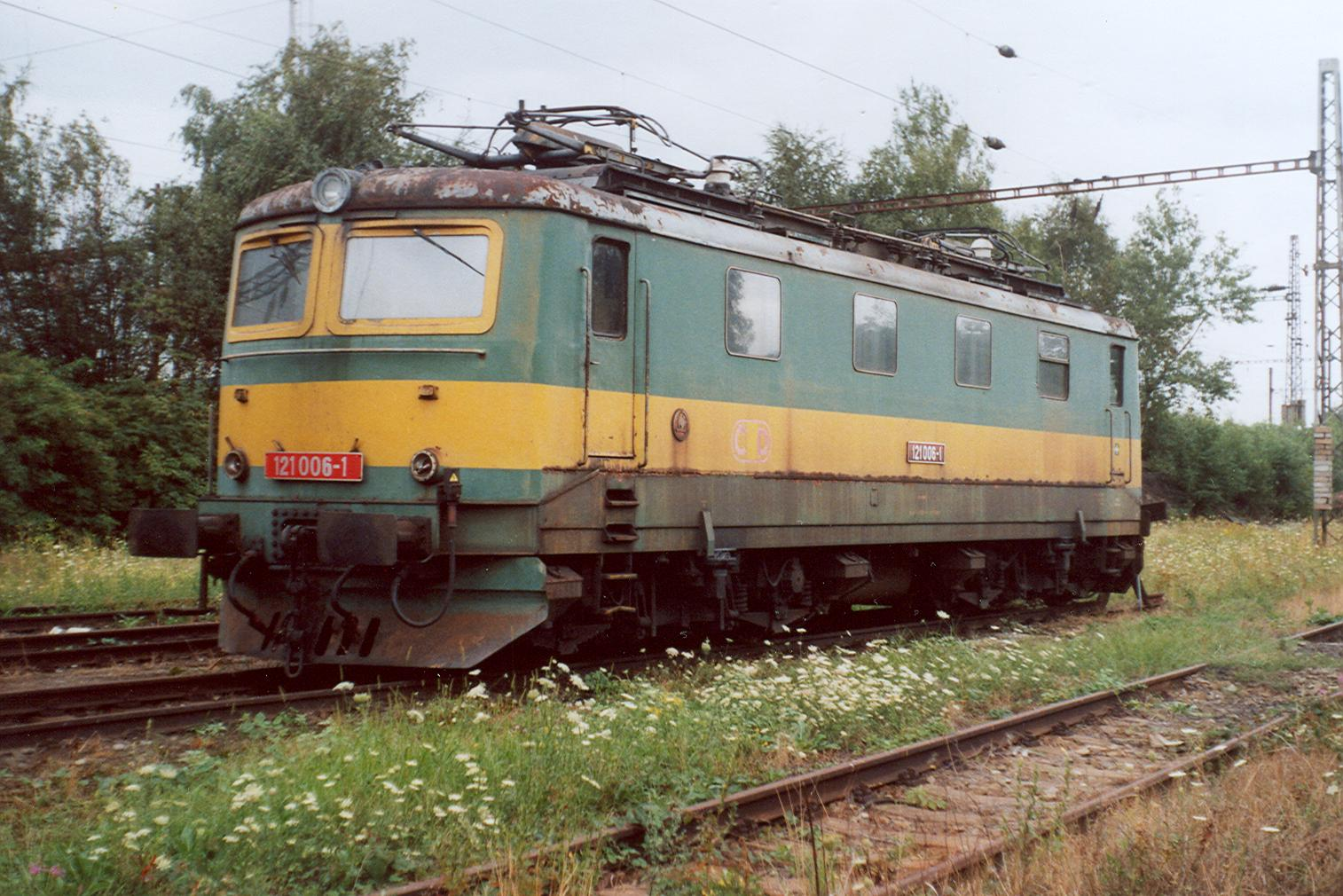
Lokomotywa 121 006 w Ústí nad Labem
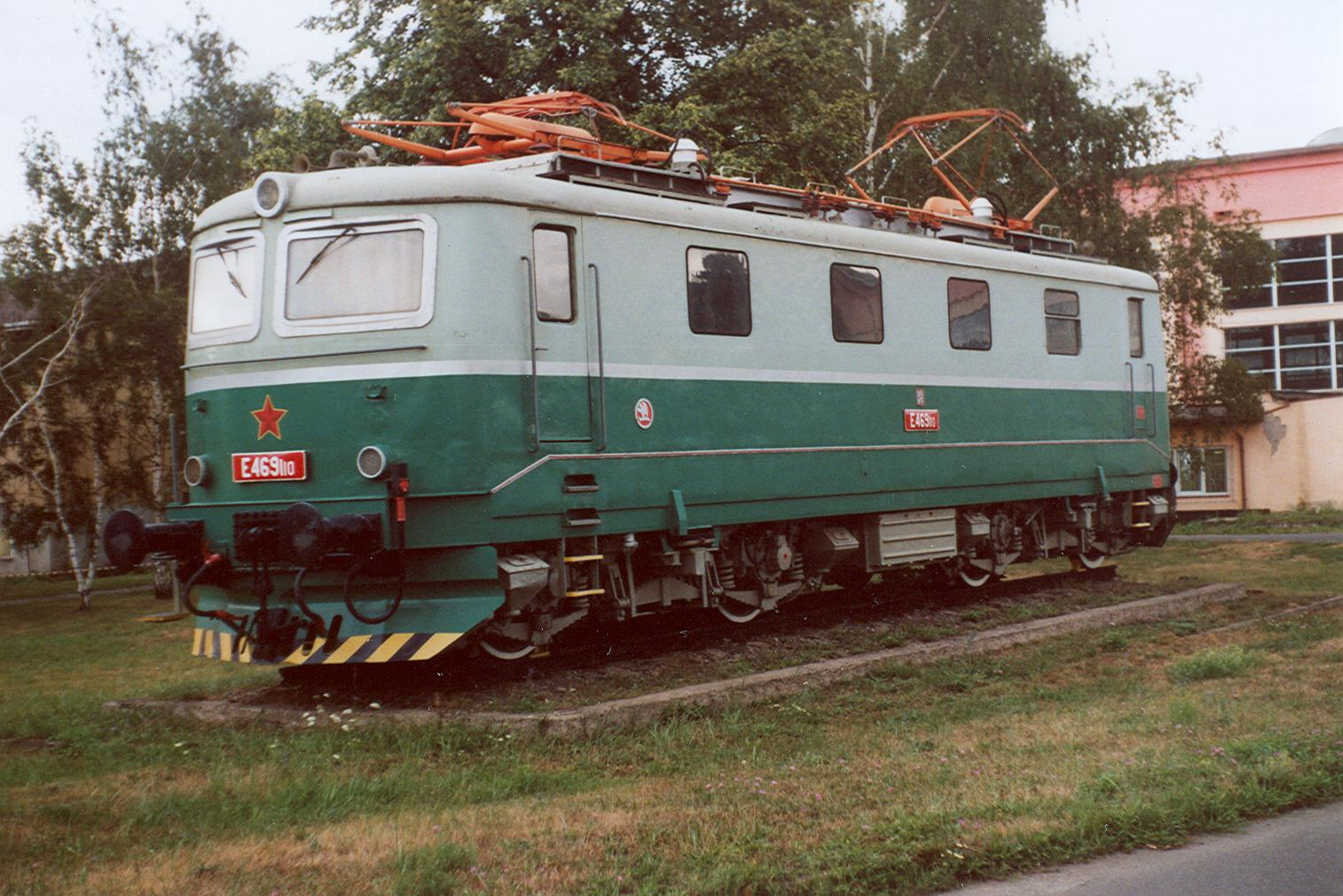
Lokomotywa E469.110 w malowaniu kolei czechosłowackich jako pomnik w Ústí nad Labem
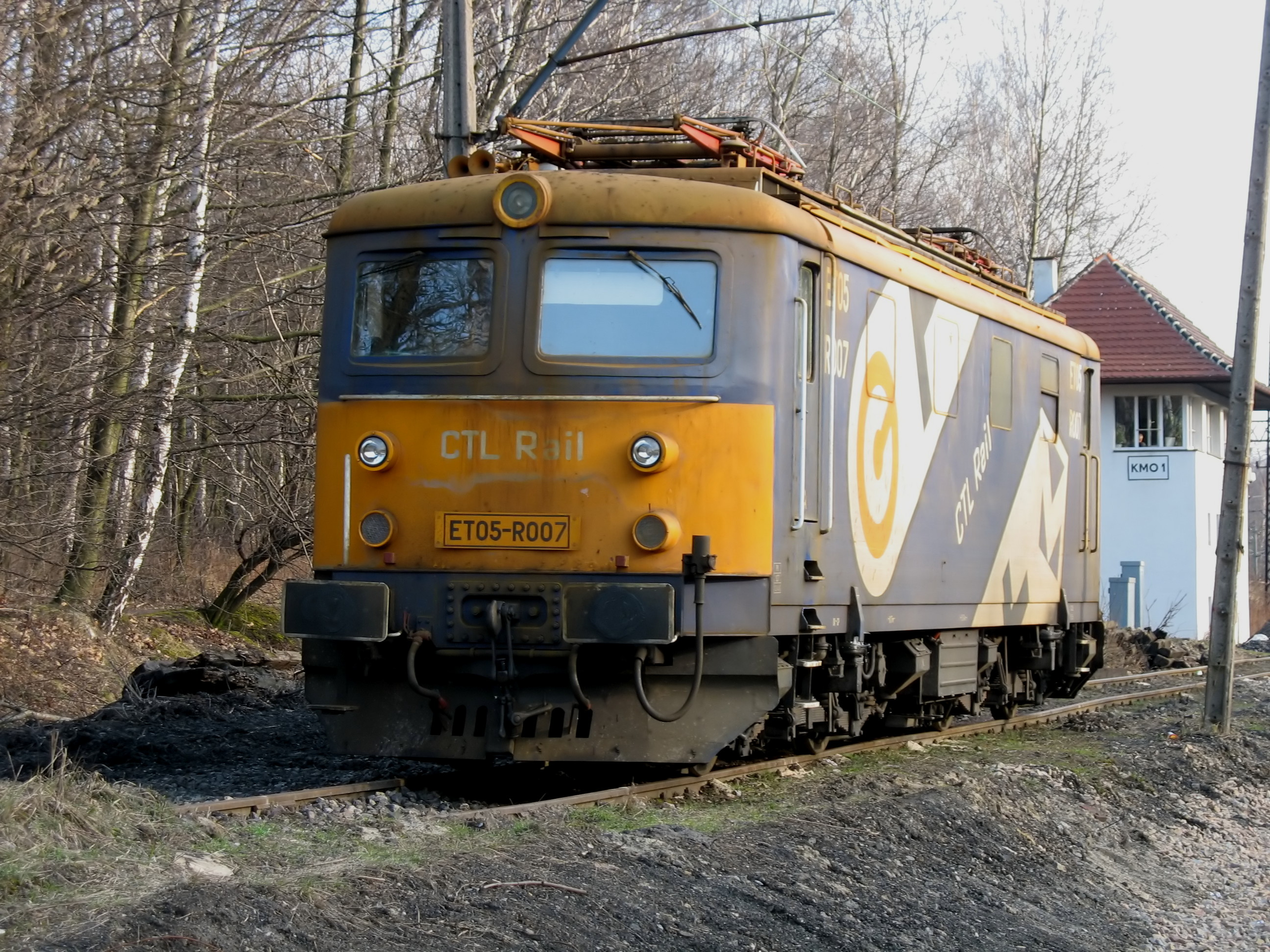
ET05-R007 CTL w Gliwicach-Sośnicy
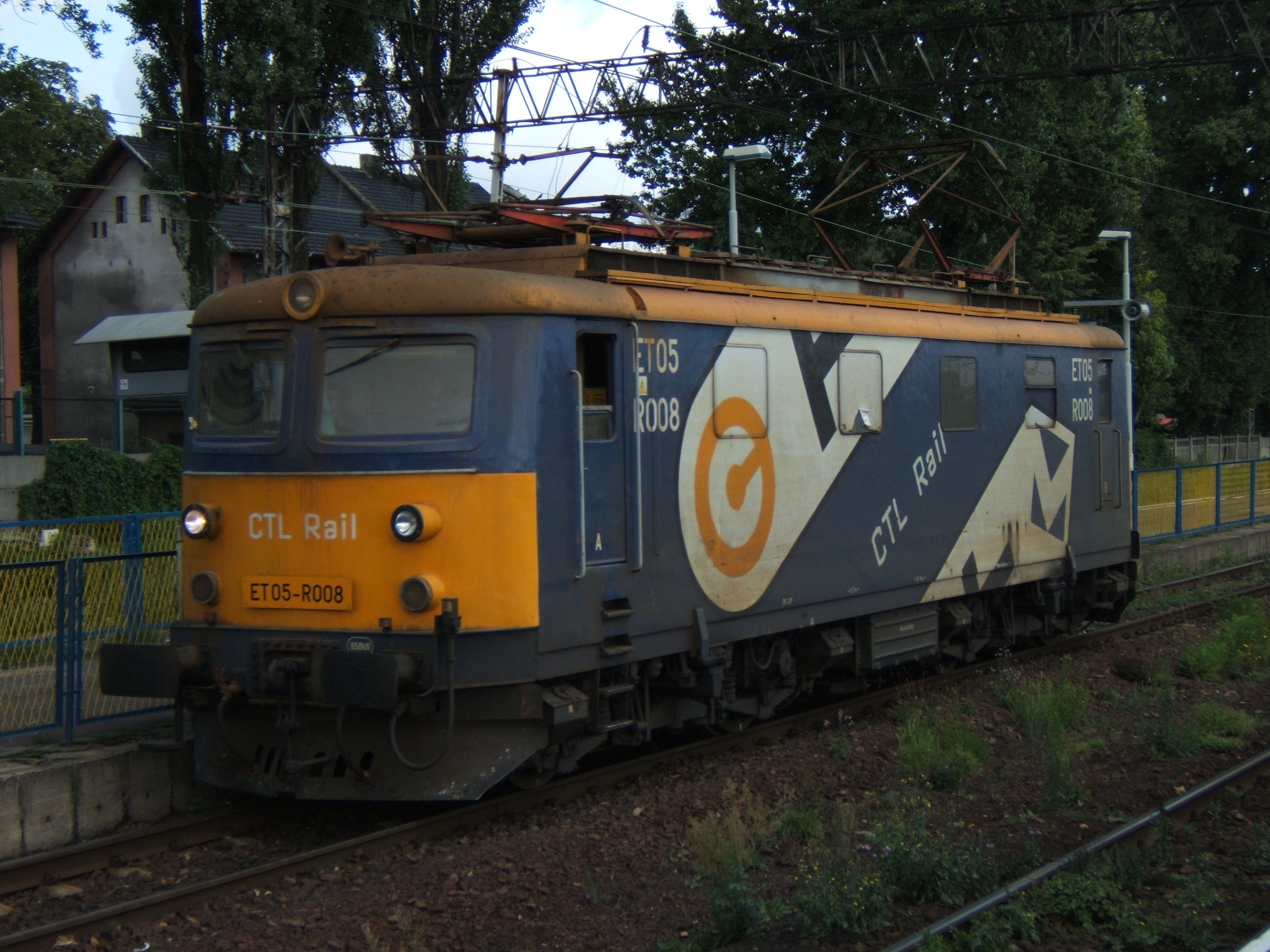
ET05-R008 CTL w Tarnowskich Górach
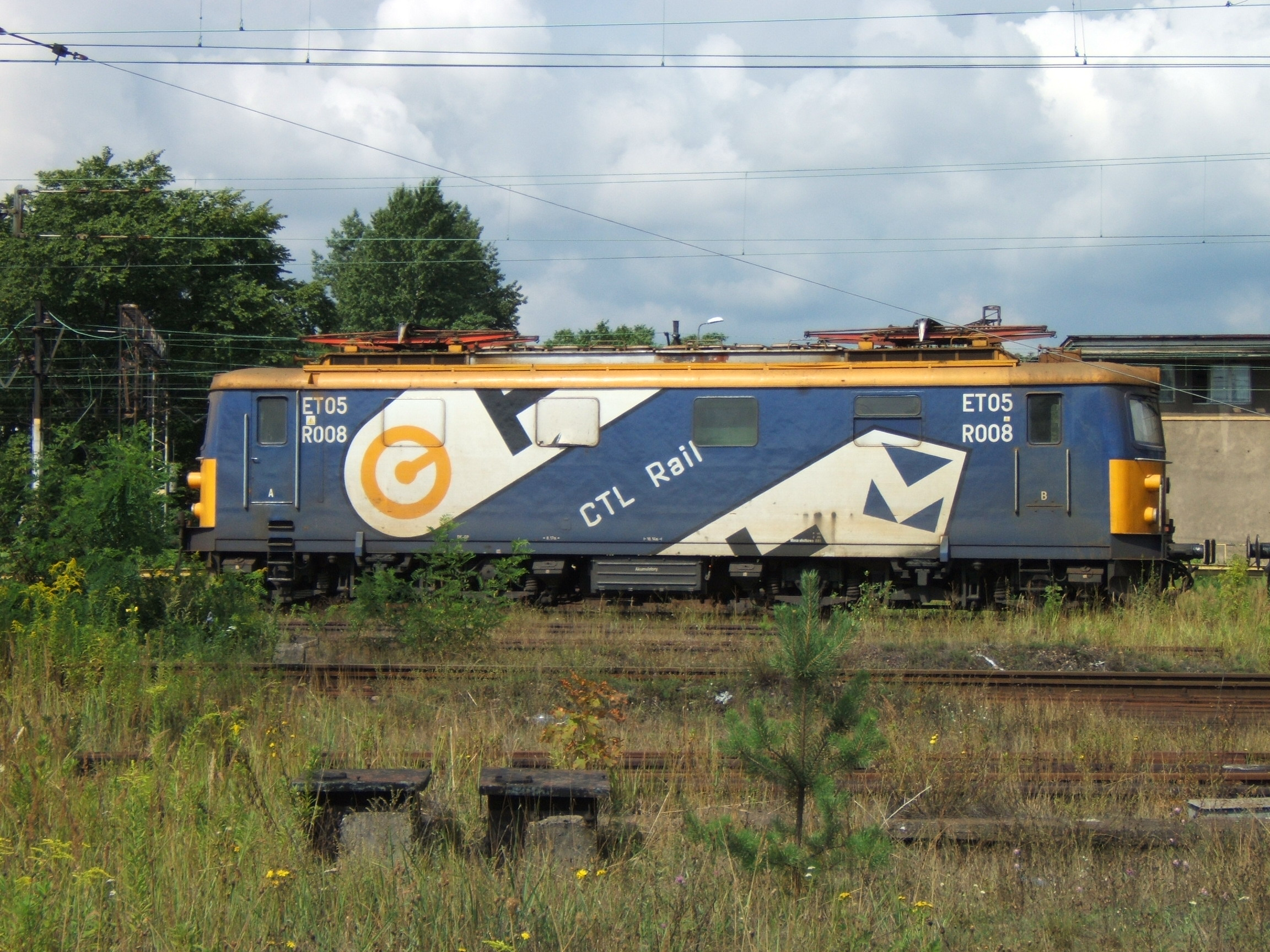
ET05-R008 CTL w Tarnowskich Górach
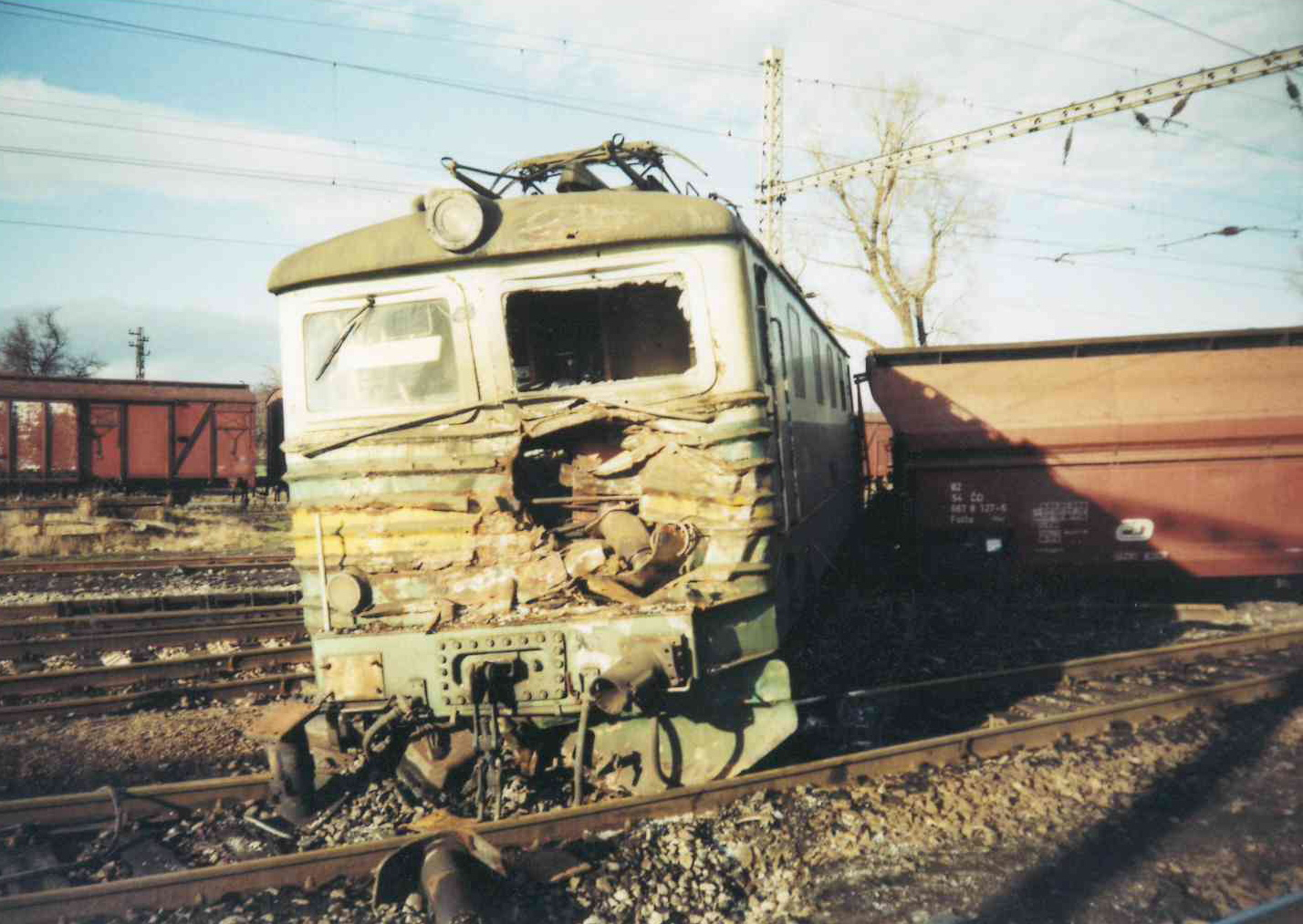
121 085 po wypadku